# 晩餐ブルース
『晩餐ブルース』（ばんさんブルース）は、2025年1月23日（22日深夜）から3月27日（26日深夜）までテレビ東京系列の深夜ドラマ枠「水ドラ25」にて放送されたテレビドラマ。主演は井之脇海と金子大地。

## あらすじ
テレビ局に勤める優太はドラマディレクターになる夢をかなえたものの仕事に忙殺される日々を過ごしてており、高校時代の旧友で料理人だった耕助は密かに仕事を辞めてニート生活を送っていた。そんなある日、同じく旧友である葵の離婚をきっかけに二人は再会し、ただ晩御飯を一緒に食べる晩活（晩餐活動）を始め、すさんでいた心を回復させていく。耕助はとある老夫婦が営んでいた食堂の事業承継を決め、優太はうつ病の初期症状であることを認識し休職することを決めた。

## キャスト

### 主要人物
田窪優太
演 - 井之脇海
テレビ局で働くドラマディレクター。
佐藤耕助
演 - 金子大地
元料理人で、今はニート生活を送っていた。時々カウンセリングを受けている。
蒔田葵
演 - 草川拓弥
優太と耕助の旧友でコンビニ店長。バツイチ。途中から晩活に参加するようになる。

### 周辺人物
上野ゆい
演 - 穂志もえか
優太と同期のプロデューサー。
部長
演 - 諏訪雅
若井
演 - 瀬戸芭月
二宮
演 - 黒住尚生
松原
演 - 山田ジャンゴ
チーフP
演 - 実近順次
編集マン
演 - 吉田電話
木山高志
演 - 石田卓也
優太の先輩で売れっ子ディレクター。

### ゲスト

#### 第1話
局長
演 - 瓜生和成（第4話・第6話）
金田
演 - 木村知貴
カウンセラー
演 - 趙珉和（第2話・第5話・第10話）
ホームレス
演 - 栗田芳宏（第10話）
スタイリスト
演 - 大山真絵子
芸能事務所のマネージャー
演 - 西出結

#### 第2話
脚本家
演 - 松谷ヒロキ（第4話・第9話）
給仕係
演 - 優太（第3話）

#### 第3話
池岡
演 - 伊島空（第7話）
中井
演 - 林裕太
料理長
演 - 川本三吉
料理人
演 - 平岡亮
葵とマッチングアプリで出会った女性
演 - 花柳のぞみ
京子
演 - 北村優衣（第7話）

#### 第5話
山ノ上のマネージャー
演 - 清水優
山ノ上祥
演 - のせりん

#### 第6話
飯塚
演 - 森啓一朗
サード
演 - 金丸尭暉
安井
演 - 是近敦之
亀井
演 - 渡辺哲（第8話・第10話）

#### 第7話
坂之上
演 - 三河悠冴

#### 第8話
カメラマン
演 - 松井薫平
店主・夫
演 - 今井吉清
店主・妻
演 - 藤夏子

#### 第10話
三井
演 - 高木公佑

## スタッフ
- 脚本 - 山西竜矢、灯敦生、高橋名月、阿部凌大[1]
- 監督 - こささりょうま、川和田恵真[1]
- 音楽 - tomisiro[1]
- オープニングテーマ - レトロリロン「カテゴライズ」（ラストラム・ミュージックエンタテインメント）[3]
- エンディングテーマ - Aki「話そうぜ」[3]
- プロデューサー - 本間かなみ（テレビ東京）、勝俣円（DASH）、梅田悠月（DASH）[1]
- 制作 - テレビ東京、DASH[1]
- 制作協力 - 味の素株式会社
- 製作著作 - 「晩餐ブルース」製作委員会[1]

## 放送日程
| 各話   | 放送日  | サブタイトル                           | 脚本     | 監督           |
| ------ | ------- | -------------------------------------- | -------- | -------------- |
| 第1話  | 1月23日 | ほろほろお肉のカレーライス             | 山西竜矢 | こささりょうま |
| 第2話  | 1月30日 | かぼちゃとズッキーニのほくほくグラタン | 山西竜矢 | こささりょうま |
| 第3話  | 2月06日 | ぐつぐつキムチ鍋と熟考アイス           | 灯敦生   | 川和田恵真     |
| 第4話  | 2月13日 | カリじゅわ唐揚げ                       | 灯敦生   | 川和田恵真     |
| 第5話  | 2月20日 | 懐かしハンバーグ                       | 高橋名月 | こささりょうま |
| 第6話  | 2月27日 | とろとろオムライス                     | 高橋名月 | こささりょうま |
| 第7話  | 3月06日 | チャーシュー丼&ごろごろポトフ          | 阿部凌大 | 川和田恵真     |
| 第8話  | 3月13日 | パリパリ羽根つき餃子                   | 阿部凌大 | 川和田恵真     |
| 第9話  | 3月20日 | やわやわロールキャベツ                 | 山西竜矢 | こささりょうま |
| 第10話 | 3月27日 | ざくざくチキンカツ                     | 山西竜矢 | こささりょうま |

## 放送局
| 放送期間                | 放送時間                     | 放送局         | 対象地域       | 備考   |
| ----------------------- | ---------------------------- | -------------- | -------------- | ------ |
| 2025年1月23日 - 3月27日 | 木曜 1:00 - 1:30（水曜深夜） | テレビ東京     | 関東広域圏     | 製作局 |
|                         |                              | テレビせとうち | 岡山県・香川県 |        |